# Johannes Skudlik

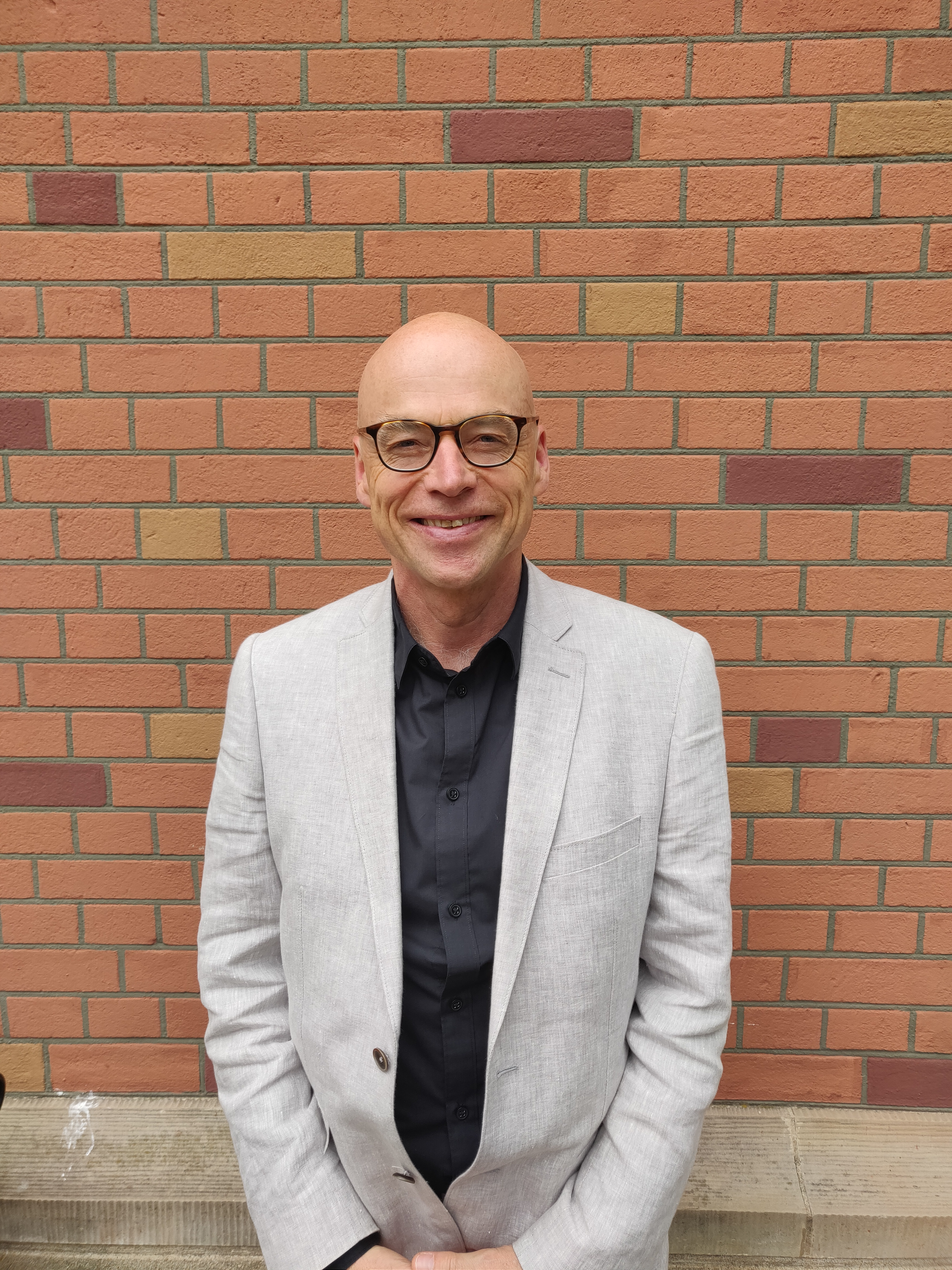
Johannes Skudlik (2020)

Johannes Skudlik (* 16. Februar 1957 in München) ist ein deutscher Organist und Dirigent.

## Leben
Nach dem Abitur studierte er an der Hochschule für Musik in München Kirchenmusik und Konzertfach Orgel bei Gerhard Weinberger und Franz Lehrndorfer und schloss mit dem A-Examen erfolgreich ab. Von 1979 bis 2023 war Skudlik Kantor an der Stadtpfarrkirche Mariae Himmelfahrt in Landsberg am Lech. Er gründete und leitet den Landsberger Oratorienchor, die Capella Cantabile Landsberg, das Con-brio-Kammerorchester und das Europa Antiqua Consort für alte Musik.
Mit unterschiedlichen Vokal- und Instrumentalensembles war Johannes Skudlik bei Festivals in Frankreich, Italien, Spanien, Portugal und Griechenland zu Gast. Als Dirigent ist Skudlik darüber hinaus mit symphonischen Werken von Mozart, Beethoven, Schubert, Mendelssohn, Brahms, Bruckner, Tschaikowsky, und Mahler aufgetreten, häufig zusammen mit Mitgliedern der Berliner Philharmoniker, des Symphonieorchesters des Bayerischen Rundfunks bzw. des Münchner Rundfunkorchesters.
2008 dirigierte Johannes Skudlik das Orchestra of the Age of Enlightenment bei der Aufführung von Bachs Messe in h-Moll. Im selben Jahr konzertierte Skudlik auf dem „Doppio Borgato“, dem Pedalflügel des italienischen Klaviermanufakteurs Luigi Borgato, den es zum ersten Mal in Deutschland zu erleben gab.
Häufig wird Johannes Skudlik als Interpret oder Dirigent von Uraufführungen verpflichtet. Eine besonders enge Zusammenarbeit verbindet ihn mit dem Komponisten Enjott Schneider und in jüngster Zeit mit dem Komponisten und Organisten Jean Guillou. Mittlerweile liegen mehr als 20 CD-Einspielungen mit Cembalo-, Orgel- und Kammermusik sowie Chor- und oratorischen Werken bei den Labels ambitus und Motette vor. Rundfunkaufnahmen wurden in Zusammenarbeit mit RIAS Berlin, WGBH Radio Boston, dem Polnischen Fernsehen, RAI I und dem Bayerischen Rundfunk produziert.
Johannes Skudlik ist künstlerischer Leiter der „Landsberger Konzerte“, des „Bayerischen Orgelsommers“, der 2008 zum ersten Mal durchgeführt wurde, sowie des Orgelfestivals von Palermo. Er ist außerdem Initiator, künstlerischer Leiter und ausübender Künstler bei europäischen Festivals: 2005 „Europas Orgelfestival Via Claudia Augusta“; 2006 „Mozart auf der Reise nach…“, 2008 beim „Euro-Via-Festival Wege nach Rom“ und 2011 „Euro-Via-Festival: From Rome To Santiago“. Darüber hinaus ist Johannes Skudlik künstlerischer Leiter des Internationalen Orgelwettbewerbs „Orgelstadt Landsberg“.
2009 und 2010 widmete sich Skudlik hauptsächlich den Werken von Jean Guillou: Guillous La Révolte des Orgues für 9 Orgeln, Schlagwerk und Dirigenten wurde unter Skudliks Leitung in den Philharmonien von München, Berlin und Köln und weiterhin in Paris, Rom, Danzig und Porto aufgeführt. Im April 2018 kommt das Werk anlässlich des 88. Geburtstags von Jean Guillou in der Elbphilharmonie Hamburg zur Aufführung. 